# Sven Lundberg (industriman)
För andra betydelser, se Sven Lundberg.
Sven Emil Lundberg (i riksdagen kallad Lundberg i Helsingborg), född 21 augusti 1889 i Stockholm, död 24 mars 1947 i Helsingborg, var en svensk direktör, ingenjör och riksdagspolitiker (höger).
Lundberg utbildade sig vid Kungliga Tekniska högskolan 1908–1912, vid bergshögskolan 1911–1912 och bedrev därefter studier i Tyskland, USA och Indien fram till 1916. 1917 tog han anställning som ingenjör vid Svenska Diamantbergborrnings AB.
1931 blev Lundberg VD för Reymersholms gamla industri-AB och 1935 blev han VD för AB Förenade superfosfatfabriker. Han var dessutom ordförande i Sveriges industriförbund.
Som politiker var Lundberg ledamot av riksdagens andra kammare 1937–1944, invald i Fyrstadskretsens valkrets. Han är begravd på Solna kyrkogård.

## Utmärkelser, ledamotskap och priser
- Ledamot av Vetenskapssocieteten i Lund (LVSL)[5]